# Damiano Filia
Damiano Filia (Illorai, 4 novembre 1878 – Sassari, 22 maggio 1956) è stato uno scrittore, storico e presbitero italiano.

## Biografia
Dopo gli studi nei seminari di Oristano e di Sassari, il 19 settembre 1903 venne ordinato sacerdote, e sempre nello stesso anno conseguì la laurea in teologia e nel 1908 in diritto canonico e civile all'Apollinare di Roma nel 1908.  Nel 1910 con Giovanni Zirolia e Padre Giovanni Battista Manzella fondò il settimanale cattolico “Libertà”.
Pubblicò vari contributi in diverse riviste quali «Studi sassaresi», «Archivio storico sardo» e in altri periodici, collaborò inoltre all'Enciclopedia cattolica e fece parte dal 1935 della Deputazione di storia patria per la Sardegna.
Fra il 1909 e il 1929 pubblicò in tre volumi la sua opera più importante, La Sardegna cristiana.
Coinvolto nell'Associazione italiana biblioteche, venne eletto nel 1949 a far parte del primo Comitato regionale della Sezione sarda. Nel 1953 prese parte all'VIII Congresso nazionale, tenuto a Cagliari.

## Opere
- La Sardegna cristiana,  vol. I 1909,  vol. II 1913 e  vol. III 1929; ristampa Editore C. Delfino, Sassari 1995, ISBN 887138122X, ISBN 9788871381220.
- Cultura religiosa e pensiero moderno, 1907.
- La Chiesa di Sassari nel secolo XVI e un vescovo della riforma, 1910.
- Ricordi costantiniani in Sardegna, 1913.
- Echi giobertiani in Sardegna, 1922.
- La riforma francescana in Sardegna, 1931.
- Laudario lirico quattrocentista e la vita religiosa dei Disciplinati Bianchi di Sassari, Sassari 1935
- La Corsica e il Pontificato Romano, 1940.